# Program X
Program X (Programme X) es una serie de televisión de antología canadiense que se emitió en CBC Television entre 1970 y 1973.

## Producción
En esta serie se presentaron diversas producciones cuyo presupuesto limitado fue de $5000 a $7000 por episodio. Un objetivo de la serie era fomentar las obras de nuevos escritores y permitir algunas obras experimentales.
La gerencia de CBC originalmente tenía la intención de combinar el Programa X con otra nueva producción, Canadian Short Stories, para formar una serie común Theatre Canada a pesar de los conceptos radicalmente diferentes de cada producción. Sin embargo, el Dominion Drama Festival pretendía cambiar su nombre a Theatre Canada y se opuso al plan de CBC. Theatre Canada se subtituló Canadian Short Stories y se emitió los jueves por la noche, desde septiembre de 1971, como una serie separada. Fue reemplazada por el Programa X en ese mismo horario, desde diciembre de 1971.

## Programación
Esta serie, de media hora de duración, se transmitió en los siguientes horarios, según las temporadas (horarios del Este de América del Norte):
| Día     | Horario  | Temporada                                      |
| ------- | -------- | ---------------------------------------------- |
| jueves  | 9:00 pm  | 17 de diciembre de 1970 al 27 de mayo de 1971  |
| jueves  | 10:00 pm | 3 al 24 de junio de 1971                       |
| jueves  | 9:30 pm  | 23 de diciembre de 1971 al 29 de junio de 1972 |
| viernes | 10:00 pm | 22 de diciembre de 1972 al 15 de junio de 1973 |

## Episodios
- "Blackship" (escritor de Jack Winter), una obra dramática sobre el hundimiento de un barco que transportaba a 460 trabajadores inmigrantes chinos hacia los Estados Unidos.
- "Ashes for Easter", un drama unipersonal.
- "Banana Peel", con Billy Van, del género de ciencia ficción.
- "Bits And Pieces", un espectáculo unipersonal protagonizado por Gordon Pinsent.
- "Boss" (escritor de Michael Spivak), llamado así por el perro de la historia que es asesinado por un agente de seguros.
- "Charlie Who?", sobre un hombre que su esposa tira a la basura después de que se encoge.
- "Concerto for Television" (1971, Norman Symonds), en el que se demostró el viento a través de una variedad de fragmentos de películas, efectos de sonido y selecciones musicales; El crítico de televisión Bob Blackburn del Telegram de Toronto condenó este episodio en particular como "Ciego, tonto, sin sentido. ... un ejercicio de autocomplacencia pretenciosa".[1]
- "El sofá" (escrito por Grace Richardson).
- Una espectáculo de Noël Coward protagonizada por Dinah Christie y Tom Kneebone, basada en una actuación en el Theatre in the Dell de Toronto.[2]
- "A Day That Didn't Happen", sobre cómo afectó una separación a una pareja de ex amantes.
- "An Evening with Kate Reid ", que interpretó obras como La importancia de llamarse Ernesto (como Lady Bracknell) y Saint Joan. [2]
- "Generation Game", sobre cómo los personajes manejan los eventos teóricos.
- "Gerber's Girls" (guionista de Rod Coneybeare), sobre un equipo exclusivamente masculino que filma a un grupo feminista.
- "Lemonade" (escritor de James Prideaux ), protagonizada por Eileen Herlie y Martha Scott.
- "The Musical Chairs" (escritor por Warren Collins), una película de fantasía.
- "Nothing to Declare" (escritor por Norman Snider y David Cronenberg), ambientada en la década de 1980 durante una guerra civil en Canadá y Estados Unidos, en la que un joven debe elegir uno de los bandos.
- "One's a Heifer" (escrita por Sinclair Ross, adaptada por Rudi Dorn), protagonizada por Ed McNamara y su hijo Miles, sobre el comportamiento perturbador de un granjero hacia un niño; El crítico de televisión de Toronto Telegram, Bob Blackburn, señaló que este episodio fue "...una pieza de humor extremadamente efectiva. No tiene nada que decir, pero si no te pone los nervios de punta, nada lo hará".[1]
- "Open House" (escrita por Joy Fielding), un thriller.
- "Parallel 68" (escrita por John Reeves), en donde se compara la invasión de Melos en el 416 a. C. con la invasión de Checoslovaquia por el Pacto de Varsovia de 1968.
- "El picnic" (escrita por Warren Collins).
- "Secret Weapons" (1972, David Cronenberg), película.
- "Sniper" (escrita por Rudi Dorn), sobre un soldado que deja volar su imaginación sobre su vida mientras persigue a un pistolero durante una protesta.
- "The System" (escrita por Eric Koch y Frank McEnaney), una sátira.
- "Ten Women, Two Men, And A Moose" (adaptado de la obra de teatro de Mia Anderson).
- "That Hamilton Woman ", un espectáculo unipersonal protagonizado por Barbara Hamilton.
- "David Watmough", sobre un poeta de Vancouver.
- "Wind" de Norman Symonds, que combina el cine con la música de Symonds.

James W. Nichol y Mavor Moore escribieron otros episodios del Program X, mientras que los directores de la serie incluyeron a David Cronenberg, George Jonas y Lorne Michaels .
Se programó una película de David Acomba para el Program X, pero se retiró de la grilla, aparentemente debido a que no cumplió con los "estándares de transmisión", aunque los medios sugirieron la posibilidad de la intervención de la Policía Provincial de Ontario en este caso.